# Samuel Nathaniel Friedel

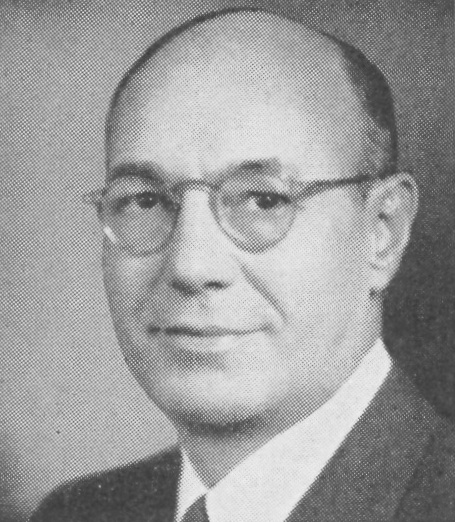
Samuel Nathaniel Friedel

Samuel Nathaniel Friedel (* 18. April 1898 in Washington, D.C.; † 21. März 1979 in Towson, Maryland) war ein US-amerikanischer Politiker. Zwischen 1953 und 1971 vertrat er den Bundesstaat Maryland im US-Repräsentantenhaus.

## Leben
Bereits im Alter von sechs Monaten kam Samuel Friedel mit seiner Familie nach Baltimore, wo er später die öffentlichen Schulen und das Strayer Business College besuchte. Zwischen 1919 und 1923 arbeitete er in der Postabteilung eines Warenhauses in Baltimore. Danach war er Gründer und von 1926 bis 1956 Präsident der Firma Industrial Loan Co. Gleichzeitig schlug er als Mitglied der Demokratischen Partei eine politische Laufbahn ein. Von 1935 bis 1939 saß er im Abgeordnetenhaus von Maryland; zwischen 1939 und 1952 gehörte er dem Stadtrat von Baltimore an. In den Jahren 1964 und 1968 war er Delegierter zu den jeweiligen Democratic National Conventions.
Bei den Kongresswahlen des Jahres 1952 wurde Friedel im damals wieder eingerichteten siebten Wahlbezirk von Maryland in das US-Repräsentantenhaus in Washington gewählt, wo er am 3. Januar 1953 sein neues Mandat antrat. Nach acht Wiederwahlen konnte er bis zum 3. Januar 1971 neun Legislaturperioden im Kongress absolvieren. Von 1967 bis 1971 war er Vorsitzender des Committee on House Administration. Von 1969 bis 1971 war er auch Mitglied im Joint Committee on the Library und im Joint Committee on Printing. In seine Zeit im Kongress fielen der Kalte Krieg, der Vietnamkrieg und innenpolitisch die Bürgerrechtsbewegung. 1970 wurde Friedel von seiner Partei nicht mehr zur Wiederwahl nominiert.
Nach dem Ende seiner Zeit im US-Repräsentantenhaus zog sich Samuel Friedel aus der Politik zurück. Er starb am 21. März 1979 in Towson und wurde in Baltimore beigesetzt.